# District du Mans
Le district du Mans est une ancienne division territoriale française du département de la Sarthe de 1790 à 1795.
Il était composé des cantons du Mans, de Ballon, la Bazoge, Ecommoi, Lavardin, Montfort, Parigné le Mans, Savigné, la Suze et Vallon.